# نوزيت فرنانديز
نوزيت فرنانديز (بالإسبانية: Nauzet Fernández)‏ هو لاعب كرة قدم إسباني في مركز الوسط، ولد في 22 أبريل 1978 في سانتا كروز دي تينيريفه في إسبانيا. لعب مع إكستريمادورا يونيون ديبورتيفا ورايو فايكانو ب وسبورتينغ لشبونة ب ونادي أولهانينسي ونادي بطليوس ونادي ساباديل ونادي فوينلابرادا.

## وصلات خارجية
- نوزيت فرنانديز على موقع قاعدة بيانات كرة القدم.إي يو (الإنجليزية)